# Молодожёны (фильм)
Молодожёны (англ. Just Married) — американская романтическая комедия Шона Леви с Бриттани Мёрфи и Эштоном Кутчером в главных ролях. Фильм был снят на студии 20th Century Fox в 2003 году.

## Сюжет
Фильм начинается со встречи Тома и Сары в аэропорту. Когда Том Лизак снова вернулся на радио, он вспоминает и рассказывает все подробности первой встречи перед возвращением в аэропорт. Том Лизак и Сара МакНирни встретились, когда Том случайно попал в Сару футбольным мячом. Несколько месяцев спустя, несмотря на противодействие со стороны богатой и встревоженной семьи Сары, они женятся. Однако у каждого из них есть свои секреты, которые они скрывают друг от друга: Том не хочет, чтобы Сара знала, что он убил её собаку, а Сара не хочет, чтобы Том знал, что она спала с Питером Прентиссом. Том и Сара решают провести медовый месяц в шикарном отеле у подножия Альп. В пути они пытаются заняться сексом в самолёте, но пилот просит пассажиров пристегнуть ремни, и они вынуждены вернуться на свои места.
Приехав в отель, они обнаруживают, что друг Тома Кайл оставил им подарок: Thunderstick A-200, который является секс-игрушкой. Том пытается подключить игрушку к розетке, но так как штепсель игрушки не адаптирован под европейские стандарты, во всей деревне отключается электричество. Затем у Тома возникает горячий спор с владельцем отеля, и молодожёны покидают его. В поисках другого отеля Том и Сара на своей машине врезаются в сугроб, выбраться из которого им удаётся только утром. После неудачных попыток найти попутчика, они едут с водителем эвакуатора и останавливаются в пансионате в Венеции. Пансионат оказывается очень плохим, и вскоре они покидают его после того, как Том обнаруживает таракана у себя на шее.
С финансовой помощью отца Сары паре удаётся найти хороший отель. На следующий день они отправляются на экскурсию по Венеции, но Тому быстро становится скучно, и супруги решают развестись на один день: Том идёт в бар, чтобы посмотреть спортивные состязания, а его жена продолжает осматривать Венецию. Сара понимает, что Питер остановился в её отеле. Это побуждает её начать разговор с Томом, в котором он говорит, что он случайно убил её собаку, а она говорит, что спала с Питером Прентиссом. Пара свирепствует, и каждый идёт своей дорогой: Том идёт в бар, где он встречает девушку, а Сара идёт осматривать достопримечательности и встречается с Питером. Девушка начинает флиртовать с Томом, и оба танцуют. Когда Том понимает, что она хочет заняться с ним любовью, он делает оправдание и убегает через окно туалета. Он возвращается в отель, чтобы узнать, что Сара с Питером. Это побуждает его вернуться в бар, где он снова встречает девушку, которая явно хочет заняться любовью. Том пытается придумать хитрый способ, чтобы оттуда выйти, и соглашается пойти с девушкой в отель. Помимо этого, девушка обманывает Тома в разоблачении отеля, и в отчаянной попытке переспать с ним, лживо говорит, что она в том же отеле. Она снова обманывает Тома и говорит, что потеряла ключи от номера и ей нужно позвонить на стойку ресепшн. В комнате Тома и Сары девушка залезает на Тома и целуется с ним, срывает с себя верхнюю одежду и бюстгальтер и пытается заняться любовью с Томом. Делая всё возможное, чтобы уйти, Том проговаривается, что у него медовый месяц, и девушка наконец-то уходит.
Питер убеждает Сару пойти с ним выпить, обещая подвезти её домой. В итоге он забирает её к себе домой и целуется с ней, но она даёт ему пощёчину и говорит, что у неё медовый месяц. Том видит поцелуй и понимает, что у Сары отношения с Питером. Это побуждает его начать спор с Сарой, во время которого она находит красный лифчик девушки, которая была с Томом. Бросив пепельницу в Тома, Сара попадает ему в голову, чем и сердит его. Питер врывается в номер и говорит Саре бежать с ним в Сиэтл. Том берёт кочергу и начинает кричать на Питера, ломая вещи. Питер убегает, попросив метрдотеля вызвать полицию. Тома и Сару арестовывают, но вскоре отпускают после того, как Питер покидает их. Злясь на друг на друга, пара решает вернуться домой в Лос-Анджелес.
После того, как Сара переехала к родителям, Том хочет вернуться к ней. После разговора с отцом Том пытается проникнуть в дом семьи Сары, чтобы признаться ей в любви, но сдаётся после неудачной попытки протаранить ворота автомобилем. Однако Сара сама открывает ворота после романтического выступления Тома на камеру и оба выбегают, чтобы признаться в любви друг к другу. Фильм заканчивается изложением событий с медового месяца и семьи Сары, наконец одобряющей их брак.

## В ролях
| Актёр              | Роль            |
| ------------------ | --------------- |
| Эштон Кутчер       | Том Лизак       |
| Бриттани Мёрфи     | Сара Лизак      |
| Кристиан Кейн      | Питер Прентисс  |
| Дэвид Москоу       | Кайл            |
| Мазур, Моне        | Лорен           |
| Дэвид Раш          | Мистер МакНирни |
| Тэд Лакинбилл      | Уилли МакНирни  |
| Дэвид Арганов      | Пол МакНирни    |
| Таран Киллам       | Дики МакНирни   |
| Рэймонд Джей Барри | Мистер Лизак    |

## Критика
В общем фильм получил отрицательные отзывы, собрав всего 20 % на сайте Rotten Tomatoes. Сайт MSN присвоил фильму 4 звезды из 5, а на Metacritic средний балл составляет 28 из 100.

## Кассовые сборы
Картина стала успешной в плане кассовых сборов. При бюджете в $18 миллионов фильм собрал $56 127 162 только в США и $45 437 773 за рубежом, собрав в общей сложности $101 564 935 долларов.